# Rosetta Records
Rosetta Records wurde 1980 als unabhängiges Plattenlabel von Rosetta Reitz (1924–2008), einer amerikanischen Feministin und Jazzhistorikerin, gegründet. Das Unternehmen veröffentlichte insgesamt achtzehn Tonträger und einen Film mit Jazz- und Bluesmusikerinnen. Die Reihe Independent Women’s Blues bestand aus konzeptionell angelegten Anthologien (z. B. Women's Railroad Blues oder Jailhouse Blues). In der Reihe Foremothers erschienen Wiederveröffentlichungen von Künstlerinnen wie Ida Cox, Valaida Snow, Georgia White, Lil Green, Ethel Waters, Sister Rosetta Tharpe, Mae West, Dinah Washington und der Gruppe International Sweethearts of Rhythm. 
Rosetta Records hatte den Schwerpunkt seiner Aktivitäten in den 1980er Jahren, veröffentlichte aber 1991 noch ein Album mit Aufnahmen von Dorothy Donegan. Außerdem wurde begonnen, den Backkatalog auf Compact Disc zu veröffentlichen. Das Label schärfte dem New Grove Dictionary of Jazz zufolge das Bewusstsein für die frühen Jazz- und Bluessängerinnen.